# Ярцева, Виктория Николаевна
Викто́рия Никола́евна Я́рцева (21 октября (3 ноября) 1906, Санкт-Петербург — 27 сентября 1999, Москва) — советский и российский лингвист, профессор (1943), член-корреспондент АН СССР (1968) и Саксонской академии наук (1976). Специалист по истории и стилистике английского языка, кельтским языкам, теории грамматики, контрастивной лингвистике.

## Биография
Родилась в семье инженера путей сообщения. Училась в трудовой школе. Окончила Ленинградский педагогический институт им. А. И. Герцена (1933); ученица академиков В. М. Жирмунского, И. И. Мещанинова, В. Ф. Шишмарёва, Л. В. Щербы. Преподавала на кафедре романо-германских языков ЛГУ (1935—1941); в 1937—1941 годах одновременно — профессор ЛГПИ. Кандидатская диссертация «Развитие сложноподчинённого предложения в английском языке» (1936) защищена под руководством профессора А. А. Смирнова; докторская диссертация «Развитие английского глагола» (1940).
Работала в секторе романской филологии Института языка и мышления им. Н. Я. Марра АН СССР (1940—1941, 1944—1950). В годы войны — профессор филологического факультета Уральского университета в Свердловске. В 1943—1947 годах — профессор кафедры английской филологии и декан факультета английского языка МГПИИЯ; в 1944—1952 годах — профессор кафедры английской филологии филологического факультета ЛГУ, заведующая кафедрой (1948—1950); профессор (с 1952) и заведующая кафедрой германской филологии (1954—1959) филологического факультета МГУ.
С 1950 года — в Институте языкознания АН СССР в Москве, заведующая сектором германских и кельтских языков (1954—1988), заместитель директора (1964—1968), директор Института (1971—1977). Главный редактор журнала «Известия АН СССР. Серия литературы и языка» (1982—1999; с 1992 года — «Известия РАН. Серия литературы и языка»).
Похоронена на Донском кладбище.

## Научная деятельность
Организатор кельтологических исследований в России. В. Н. Ярцевой принадлежит замысел двух крупных проектов Института языкознания — Лингвистического энциклопедического словаря (1990, главный редактор) и энциклопедического издания «Языки мира». Научные исследования в духе Ленинградской грамматической школы, с преимущественным вниманием к проблемам эволюции грамматической системы под воздействием внутренних и внешних факторов; занималась также вопросами стилистики, диалектологии и формирования литературного языка.

## Награды и премии
- орден Трудового Красного Знамени (20.08.1986)
- орден «Знак Почёта» (27.03.1954)
- Государственная премия Российской Федерации (1995) — за «Лингвистический энциклопедический словарь»

## Основные работы
Книги
- Историческая морфология английского языка. М., 1960;
- Исторический синтаксис английского языка. М., 1961;
- Взаимоотношение грамматики и лексики в системе языка. М., 1968;
- Развитие национального литературного английского языка. М., 1969;
- Контрастивная грамматика. М., 1981;
- История английского литературного языка IX—XV вв. М., 1985.

Статьи
- Проблема баллады в англо-амер. фольклористике // «Советский фольклор», 1936, № 4—5;
- «Древнеирландский и другие кельтские языки в системе индоевропейских языков» (1940)
- Реакционная сущность теории мирового англо-саксонского языка : Стенограмма публичной лекции, прочитанной 23 апреля 1949 года в Центральном лектории Общества в Москве / Всесоюзное общество по распространению политических и научных знаний.
- «Шекспир и историческая стилистика» // Филологические науки. 1964. № 1;
- Проблемы развития стилевых норм литературного языка // Сборник научных трудов Моск. гос. пед. ин-та иностр. языков, 1973, вып. 73.